# Clay County (Kentucky)
Clay County ist ein County im Bundesstaat Kentucky der Vereinigten Staaten. Das U.S. Census Bureau hat bei der Volkszählung 2020 eine Einwohnerzahl von 20.345 ermittelt.
Der Verwaltungssitz (County Seat) ist Manchester, das nach der gleichnamigen Stadt Manchester in England benannt wurde. Das County gehört zu den Dry Countys, was bedeutet, dass der Verkauf von Alkohol eingeschränkt oder verboten ist.

## Geographie
Das County liegt im mittleren Osten von Kentucky, ist im Süden etwa 40 km von Tennessee, im Südosten etwa 30 km von Virginia entfernt und hat eine Fläche von 1220 Quadratkilometern ohne nennenswerte Wasserfläche. Es grenzt im Uhrzeigersinn an folgende Countys: Owsley County, Perry County, Leslie County, Bell County, Knox County, Laurel County und Jackson County.

## Geschichte
Clay County wurde am 2. Dezember 1806 aus Teilen des Floyd County, Knox County und Madison County gebildet. Benannt wurde es nach Green Clay, einem General und Mitglied der Gesetzgebenden Versammlung von Virginia und Kentucky.
3 Stätten des Countys sind im National Register of Historic Places eingetragen (Stand 6. September 2017).

## Demografische Daten

Alterspyramide des Clay Countys (Stand: 2000)

Nach der Volkszählung im Jahr 2000 lebten im Clay County 24.556 Menschen. Davon wohnten 2.179 Personen in Sammelunterkünften, die anderen Einwohner lebten in 8.556 Haushalten und 6.442 Familien. Die Bevölkerungsdichte betrug 20 Einwohner pro Quadratkilometer. Ethnisch betrachtet setzte sich die Bevölkerung zusammen aus 93,9 Prozent Weißen, 4,8 Prozent Afroamerikanern, 0,2 Prozent amerikanischen Ureinwohnern, 0,1 Prozent Asiaten und 0,2 Prozent aus anderen ethnischen Gruppen; 0,7 Prozent stammten von zwei oder mehr Ethnien ab. 1,4 Prozent der Bevölkerung waren spanischer oder lateinamerikanischer Abstammung.
Von den 8.556 Haushalten hatten 36,9 Prozent Kinder und Jugendliche unter 18 Jahre, die bei ihnen lebten. 58,6 Prozent waren verheiratete, zusammenlebende Paare, 12,4 Prozent waren allein erziehende Mütter, 24,7 Prozent waren keine Familien, 22,5 Prozent waren Singlehaushalte und in 9,0 Prozent lebten Menschen im Alter von 65 Jahren oder darüber. Die Durchschnittshaushaltsgröße betrug 2,62 und die durchschnittliche Familiengröße lag bei 3,06 Personen.
Auf das gesamte County bezogen setzte sich die Bevölkerung zusammen aus 25,4 Prozent Einwohnern unter 18 Jahren, 9,2 Prozent zwischen 18 und 24 Jahren, 32,6 Prozent zwischen 25 und 44 Jahren, 22,5 Prozent zwischen 45 und 64 Jahren und 10,3 Prozent waren 65 Jahre alt oder darüber. Das Durchschnittsalter betrug 35 Jahre. Auf 100 weibliche Personen kamen 111,7 männliche Personen. Auf 100 Frauen im Alter von 18 Jahren alt oder darüber kamen statistisch 112,6 Männer.
Das jährliche Durchschnittseinkommen eines Haushalts betrug 16.271 USD, das Durchschnittseinkommen der Familien betrug 18.925 USD. Männer hatten ein Durchschnittseinkommen von 24.164 USD, Frauen 17.816 USD. Das Prokopfeinkommen betrug 9.716 USD. 35,4 Prozent der Familien und 39,7 Prozent der Bevölkerung lebten unterhalb der Armutsgrenze. Davon waren 47,6 Prozent Kinder oder Jugendliche unter 18 Jahre und 31,3 Prozent waren Menschen über 65 Jahre.

## Orte im County
- Alger
- Ammie
- Ashers Fork
- Barcreek
- Benge
- Bernice
- Big Creek
- Bluehole
- Botto
- Brightshade
- Brutus
- Burning Springs
- Chestnutburg
- Cottongim
- Creekville
- Datha
- Deer Lick
- Eriline
- Fall Rock
- Felty
- Fogertown
- Gardner
- Garrard
- Goose Rock
- Grace
- Hector
- Hensley
- Hima
- Hooker
- Jacks Creek
- Larue
- Laurel Creek
- Lincoln
- Littleton
- Manchester
- Marcum
- McWhorter
- Mill Pond
- Ogle
- Oneida
- Panco
- Peabody
- Pigeonroost
- Plank
- Portersburg
- Queendale
- Sextons Creek
- Shepherdtown
- Sibert
- Sidell
- Spring Creek
- Spurlock
- Tanksley
- Teges
- Trixie
- Urban
- Vine
- Wild Cat